# Andrew Lauterstein
Andrew George Lauterstein (Melbourne, 22 maggio 1987) è un nuotatore australiano.

## Palmarès
- Olimpiadi

Pechino 2008: argento nella 4x100 misti, bronzo nei 100m farfalla e nella 4x100m sl.
- Campionati mondiali

Melbourne 2007: oro nella 4x100m misti.
Roma 2009: bronzo nella 4x100m misti.
- Giochi PanPacifici

Victoria 2006: bronzo nella 4x100m misti.
- Giochi del Commonwealth

Melbourne 2006: oro nella 4x100m misti.